# Tuchlovice
Tuchlovice település Csehországban, a Kladnói járásban. Tuchlovice Kamenné Žehrovice, Kačice, Stochov, Kladno, Libušín, Žilina és Lány településekkel határos. Lakosainak száma 2779 fő (2024. január 1.).

## Népesség
A település lakosságának változását az alábbi diagram mutatja:
| Lakosok száma | 1253 | 1488 | 2793 | 2713 | 2117 | 2145 | 2518 | 2604 | 2704 | 2779 |
|               | 1869 | 1890 | 1921 | 1950 | 1980 | 2001 | 2017 | 2019 | 2022 | 2024 |